# Festival Internacional de Cine de Venecia de 2023
El 80.º Festival Internacional de Cine de Venecia se llevó a cabo del 30 de agosto al 9 de septiembre de 2023.
El director estadounidense Damien Chazelle fue el presidente del jurado de la competencia principal, y la directora francesa Alice Diop fue la presidenta del jurado del premio Luigi de Laurentis a la mejor ópera prima. 
Comandante, dirigida por Edoardo De Angelis, fue la película inaugural del festival. Challengers, de Luca Guadagnino había sido elegida como la película inaugural, sin embargo, tras la decisión de MGM/Amazon de retrasar el estreno debido a la huelga SAG-AFTRA de 2023, se decidió por el reemplazo. A su vez, La sociedad de la nieve de Juan Antonio Bayona fue elegida como la película de clausura.
Alberto Barbera, director artístico del Festival de Venecia, ha reconocido que es probable que la huelga de la SAG-AFTRA de 2023 afecte al festival si no se resuelve a tiempo, siguiendo las normas de la huelga que impiden a todos los actores participar en cualquier tipo de actividad promocional de sus películas. No obstante, el festival seguirá adelante aunque asistan menos celebridades de Hollywood de lo habitual; también se espera un aumento de títulos europeos y asiáticos en todas las secciones.

## Jurados
Competición principal (León de Oro)
- Damien Chazelle (presidente del jurado), director, guionista y productor estadounidense
- Saleh Bakri, actor palestino
- Jane Campion, directora neozelandesa
- Mia Hansen-Løve, directora y guionista francesa
- Gabriele Mainetti, director, actor, compositor y productor italiano
- Martin McDonagh, director y guionista irlandés
- Santiago Mitre, director y guionista argentino
- Laura Poitras, directora y periodista estadounidense
- Shu Qi, actriz taiwanesa

Horizontes (Orizzonti)
- Jonas Carpignano (presidente del jurado), director, guionista y productor italiano
- Kaouther Ben Hania, directora y guionista tunecina
- Kahlil Joseph, director y artista estadounidense
- Jean-Paul Salome, directora y guionista francesa
- John Venus Nieto Domínguez, Encargado de traducir el guion
- Tricia Tuttle, programadora y directora de festivales británica

Premio Luigi de Laurentiis
- Alice Diop (presidenta del jurado), directora y guionista francesa
- Faouzi Bensaïdi, actor, director y guionista marroquí
- Laura Citarella, directora, guionista y productora argentina
- Andrea De Sica, director y guionista italiano
- Chloe Domont, escritora y directora estadounidense

## Selección oficial

### En competencia
Las siguientes películas fueron seleccionadas para la competición internacional por el León de Oro:
| Título internacional              | Título original                   | Director(es)                         | País de origen                             |
| --------------------------------- | --------------------------------- | ------------------------------------ | ------------------------------------------ |
| Adagio                            | Adagio                            | Stefano Sollima                      | Italia                                     |
| The Beast                         | La Bête                           | Bertrand Bonello                     | Francia                                    |
| Comandante (película de apertura) | Comandante (película de apertura) | Edoardo De Angelis                   | Italia, Bélgica                            |
| Dogman                            | Dogman                            | Luc Besson                           | Francia                                    |
| El Conde                          | El Conde                          | Pablo Larraín                        | Chile                                      |
| Enea                              | Enea                              | Pietro Castellitto                   | Italia                                     |
| Evil Does Not Exist               | Aku Wa Sonzai Shinai              | Ryūsuke Hamaguchi                    | Japón                                      |
| Ferrari                           | Ferrari                           | Michael Mann                         | Estados Unidos                             |
| Finalmente l'alba                 | Finalmente l'alba                 | Saverio Costanzo                     | Italia                                     |
| The Green Border                  | Zielona Granica                   | Agnieszka Holland                    | República Checa, Polonia, Bélgica          |
| Holly                             | Holly                             | Fien Troch                           | Bélgica, Países Bajos, Luxemburgo, Francia |
| Hors-Saison                       | Hors-Saison                       | Stéphane Brizé                       | Francia                                    |
| Io Capitano                       | Io Capitano                       | Matteo Garrone                       | Italia, Bélgica                            |
| The Killer                        | The Killer                        | David Fincher                        | Estados Unidos                             |
| Lubo                              | Lubo                              | Giorgio Diritti                      | Italia, Suiza                              |
| Maestro                           | Maestro                           | Bradley Cooper                       | Estados Unidos                             |
| Memory                            | Memory                            | Michel Franco                        | México, Estados Unidos                     |
| Origin                            | Origin                            | Ava DuVernay                         | Estados Unidos                             |
| Poor Things                       | Poor Things                       | Yorgos Lanthimos                     | Reino Unido                                |
| Priscilla                         | Priscilla                         | Sofia Coppola                        | Estados Unidos                             |
| The Promised Land                 | Bastarden                         | Nikolaj Arcel                        | Dinamarca                                  |
| The Theory of Everything          | Die Theorie von allem             | Timm Kröger                          | Alemania, Austria, Suiza                   |
| Woman Of                          | Kobieta Z                         | Małgorzata Szumowska, Michał Englert | Polonia, Suecia                            |

### Fuera de competencia
| Título internacional                       | Título original                    | Director(es)        | País de origen                  |
| ------------------------------------------ | ---------------------------------- | ------------------- | ------------------------------- |
| Aggro Dr1ft                                | Aggro Dr1ft                        | Harmony Korine      | Estados Unidos                  |
| The Caine Mutiny Court-Martial             | The Caine Mutiny Court-Martial     | William Friedkin    | Estados Unidos                  |
| Coup de chance                             | Coup de chance                     | Woody Allen         | Francia, Reino Unido            |
| DAAAAAALI!                                 | DAAAAAALI!                         | Quentin Dupieux     | Francia                         |
| Hit Man                                    | Hit Man                            | Richard Linklater   | Estados Unidos                  |
| L'ordine del tempo                         | L'ordine del tempo                 | Liliana Cavani      | Italia, Bélgica                 |
| Making Of                                  | Making Of                          | Cédric Kahn         | Francia                         |
| The Palace                                 | The Palace                         | Roman Polanski      | Italia, Suiza, Polonia, Francia |
| The Penitent - A Rational Man              | The Penitent - A Rational Man      | Luca Barbareschi    | Italia                          |
| Society of the Snow (película de clausura) | La sociedad de la nieve            | Juan Antonio Bayona | España                          |
| Snow Leopard                               | Xue Bao                            | Pema Tseden         | China                           |
| Vivants                                    | Vivants                            | Alix Delaporte      | Francia, Bélgica                |
| The Wonderful Story of Henry Sugar         | The Wonderful Story of Henry Sugar | Wes Anderson        | Estados Unidos                  |

### Horizontes (Orizzonti)
| Título internacional       | Título original          | Director(es)                  | País de origen                                             |
| -------------------------- | ------------------------ | ----------------------------- | ---------------------------------------------------------- |
| A Cielo Abierto            | A Cielo Abierto          | Mariana Arriaga               | México, España                                             |
| El Paraíso                 | El Paraíso               | Enrico Maria Artale           | Italia                                                     |
| Behind the Mountains       | Oura el jbel             | Mohamed Ben Attia             | Túnez, Bélgica, Francia, Italia, Arabia Saudita, Catar     |
| The Red Suitcase           | The Red Suitcase         | Fidel Devkota                 | Nepal, Sri Lanka                                           |
| Paradise is Burning        | Paradiset brinner        | Mika Gustafson                | Suecia, Italia, Dinamarca, Finlandia                       |
| The Featherweight          | The Featherweight        | Robert Kolodny                | Estados Unidos                                             |
| Invelle                    | Invelle                  | Simone Massi                  | Italia, Suiza                                              |
| Tatami                     | Tatami                   | Guy Nattiv, Zar Amir Ebrahimi | Georgia, Estados Unidos                                    |
| Sem Coração                | Sem Coração              | Nara Normande, Tião           | Brasil, Francia, Italia                                    |
| Una sterminata domenica    | Una sterminata domenica  | Alain Parroni                 | Italia, Alemania, Irlanda                                  |
| City of Wind               | Ser ser salhi            | Lkhagvadulam Purev-Ochir      | Francia, Mongolia, Portugal, Países Bajos, Alemania, Catar |
| Explanation for Everything | Magyarázat mindenre      | Gabor Reisz                   | Hungría, Eslovaquia                                        |
| Gasoline Rainbow           | Gasoline Rainbow         | Guy Nattiv, Zar Amir Ebrahimi | Estados Unidos                                             |
| En attendant la nuit       | En attendant la nuit     | Céline Rouzet                 | Francia, Bélgica                                           |
| Housekeeping for Beginners | Domakinstvo za pocetnici | Goran Stolevski               | Macedonia del Norte, Polonia, Croacia, Serbia, Kosovo      |
| Shadow of Fire             | Hokage                   | Shinya Tsukamoto              | Japón                                                      |
| Dormitory                  | Yurt                     | Nehir Tuna                    | Turquía, Alemania, Francia                                 |

### Horizontes Extra (Orizzonti Extra)
| Título internacional              | Título original                   | Director(es)       | País de origen                              |
| --------------------------------- | --------------------------------- | ------------------ | ------------------------------------------- |
| Notre Monde                       | Bota jonë                         | Luàna Bajrami      | Kosovo, Francia                             |
| Forever-Forever                   | Nazavzhdy-Nazavzhdy               | Anna Buryachkova   | Ucrania, Países Bajos                       |
| The Rescue                        | El rapto                          | Daniela Goggi      | Argentina, Estados Unidos                   |
| Day of the Fight                  | Day of the Fight                  | Jack Huston        | Estados Unidos                              |
| In the Land of Saints and Sinners | In the Land of Saints and Sinners | Robert Lorenz      | Irlanda                                     |
| Felicità                          | Felicità                          | Micaela Ramazzotti | Italia                                      |
| Pet Shop Days                     | Pet Shop Days                     | Olmo Schnabel      | Estados Unidos, Italia, Reino Unido, México |
| Stolen                            | Stolen                            | Karan Tejpal       | India                                       |
| L'homme d'argile                  | L'homme d'argile                  | Anaïs Tellenne     | Francia                                     |